# Elizabeth Davidson
Elizabeth Davison (Northridge, 13 giugno 1995) è una nuotatrice artistica statunitense.

## Palmarès

### Coppa del Mondo
- 2 podi:
  - 2 terzi posti (2 nella gara a squadre)